# 紫SHIKIBU (吉本興業所属)
紫SHIKIBU（むらさきしきぶ）は、日本のお笑い芸人からなる音楽グループ。所属事務所は吉本興業。世界のナベアツがプロデュースする竹馬アイドルユニット。2008年12月より活動開始、2009年2月11日にCDデビュー。2011年3月頃、事実上解散。

## 来歴
- 2008年4月 - 世界のナベアツが新ギャグとして「光GENJIに続く、竹馬に乗って踊る新しいアイドルを募集中」として、竹馬経験者のメンバーを集め始める[2]。
- 2008年8月 - TBS系列の『あらびき団』[3]で、竹馬に乗って踊るスタイルをピンネタとしてテレビ初披露。
- 2008年9月 - フジテレビ系列の特番『フジ最強コント夢競演みんなでコント会議』にて「紫SHIKIBU」として初登場。この時のメンバーはナベアツ、ゴリ、田中の3人[4]。
- 2008年12月 - 「竹馬アイドルユニット」として紫SHIKIBU結成[5]。
- 2009年2月11日 - シングル「LOVEなんだよ」でCDデビュー[1]。オリコン最高15位を記録した。
- 2009年5月 - 新メンバーとして山下しげのりが加入し、計6人になる。
- 2009年6月3日 - 2ndシングル「イヲピにかえて」をリリース。オリコン最高87位。
- 2009年7月19日 - 幕張メッセで開催された吉本興業主催のお笑いフェス「LIVE STAND」に出演。
- 2010年 - ゴリが日本語吹き替え版の声優を務めた映画『スパイアニマル・Gフォース』の応援歌「飛び出せ!Gフォース!」を担当[6]。
- 2011年3月 - リーダーの渡辺が落語家に転身・ジャリズムを解散したことに伴い、当ユニットも事実上の解散となった。その後も2017年6月13日に山下が退社、2019年7月19日に宮迫が契約解消となり吉本興業を離れている。

## 概要
メンバー全員が結成当時吉本興業所属のお笑い芸人であり、山下以外は既婚者である。当時子持ちか子持ちでないかで「紫」と「SHIKIBU」の2組に分かれている。
コンビで両方メンバーに入っているのは、結成当初は雨上がり決死隊のみだった。ナベアツの相方である山下しげのりは竹馬に乗れないということでメンバーになれなかったが、必死の練習により竹馬に乗れるようになり、2009年5月にメンバーに加入することとなった。
ナベアツはリーダー兼プロデューサーであり、各楽曲の作詞・作曲も手掛けている（「イヲピにかえて」は作詞のみ）。
ニックネームは身体的特徴を採用する予定だったが、田中以外のニックネームは名前から取られ、身体的特徴がニックネームになったのは田中だけだった。
デビュー曲「LOVEなんだよ」のレコーディングには、元黒夢の人時がベースで参加していた。

## メンバー
紫（子持ち）
- ■みっくん - 宮迫博之（当時雨上がり決死隊）通称「緑の稲妻」[8]。
- ■リーゴ　- ゴリ（ガレッジセール）通称「赤い竜巻」。
- ■しゃっくん - 田中直樹（ココリコ）通称「黄色いペガサス」。

SHIKIBU（子なし）
- ■なっくん - 渡辺鐘 - リーダー。（当時ジャリズム）通称「青い月光」[9]。
- ■ほとちゃん - 蛍原徹（当時雨上がり決死隊）通称「桃色のフルーツ」[10]。
- ■ヤマペー - 山下しげのり（当時ジャリズム）[11]。

## ディスコグラフィー
シングル
|     | リリース      | タイトル       | 収録内容 | 販売生産番号                              |
| 1st | 2009年2月11日 | LOVEなんだよ   | - CD 1. LOVEなんだよ 2. LOVEなんだよ（オリジナルカラオケ） 3. 竹馬体操（LOVEなんだよ?） - DVD（初回限定盤のみ） 1. LOVEなんだよ MUSIC VIDEO 2. 竹馬体操（LOVEなんだよ） | YRCN-90052（限定盤） YRCN-90053（通常盤） |
| 2nd | 2009年6月3日  | イヲピにかえて | - CD 1. イヲピにかえて 2. イヲピにかえない 3. 闇と光と訓と音 4. 竹馬体操2 ～闇と光と?～ 5. イヲピにかえて（オリジナルカラオケ）                                         | YRCN-90069                                |

配信限定
1. 飛び出せ!Gフォース!
映画「スパイアニマル・Gフォース」応援歌

## 出演
- あらびき団（TBS）
  - ユニットが誕生するきっかけとなった番組。
  - ナベアツ、ゴリ、田中のみ出演。欠席した雨上がり決死隊のお面を着けたエキストラが竹馬を持った状態で代役。
- 爆笑レッドカーペット（フジテレビ）
  - ナベアツ、雨上がり決死隊のみ出演。コラボカーペット枠での出演のためキャッチコピーなし。山下加入後、ゴリ以外で出演。同じくコラボカーペット枠で出演のためキャッチコピーなし。
- アドレな!ガレッジ（テレビ朝日）
  - ナベアツ、ゴリ、田中のみ出演。
- うたばん（TBS）
  - 全員で出演。「LOVEなんだよ」披露中に司会の中居正広に悪ふざけでキャスター付の椅子を竹馬にぶつけられて、総崩れになった。
- エンタの神様（日本テレビ）　
  - キャッチコピーは「平成の竹馬アイドル」。ゴリ以外出演。
- 音楽戦士 MUSIC FIGHTER（日本テレビ）　
  - 司会の青木さやかとキングコングが参加を希望し、緊急オーディションが行われた。
- めちゃ²イケてるッ!（フジテレビ）
  - 「色とり忍者」のコーナーに出演。山下のみ途中から出演したが、無条件で罰ゲームをやらされるなど不遇な扱いを受けた。
- ライオンのごきげんよう（フジテレビ）
  - 通常ゲストとして宮迫、ナベアツ、山下が出演。
- SELECTION（スペースシャワーTV）
  - ナベアツのみVTR出演
- おはよう朝日です（朝日放送）
  - 応援歌「飛び出せ!Gフォース!」を担当した映画『スパイアニマル・Gフォース』の宣伝でナベアツのみ出演。